# John Curry (Eishockeyspieler)
John Clifford Curry (* 27. Februar 1984 in Shorewood, Minnesota) ist ein US-amerikanischer Eishockeytorwart, der zuletzt bis Sommer 2015 bei den Iowa Wild in der American Hockey League unter Vertrag stand.

## Karriere
John Curry ging während seiner Juniorenzeit von 2002 bis 2003 für die Taft School im High-School-Ligensystem der Vereinigten Staaten aufs Eis. Im Anschluss begann er ein Studium an der Boston University und spielte Eishockey für deren Mannschaft, die Boston University Terriers, in der Hockey East, einer Division der National Collegiate Athletic Association. In der Saison 2005/06 gewann der Torwart mit der Mannschaft die Meisterschaft der Hockey East. Eine Spielzeit später wurde die Titelverteidigung verpasst, doch Curry absolvierte eine individuell erfolgreiche Saison, als er in 36 Einsätzen sieben Shutouts verbuchte und eine Fangquote von 92,8 Prozent erreichte. Für diese Leistungen wurde er als Spieler des Jahres der Hockey East ausgezeichnet.

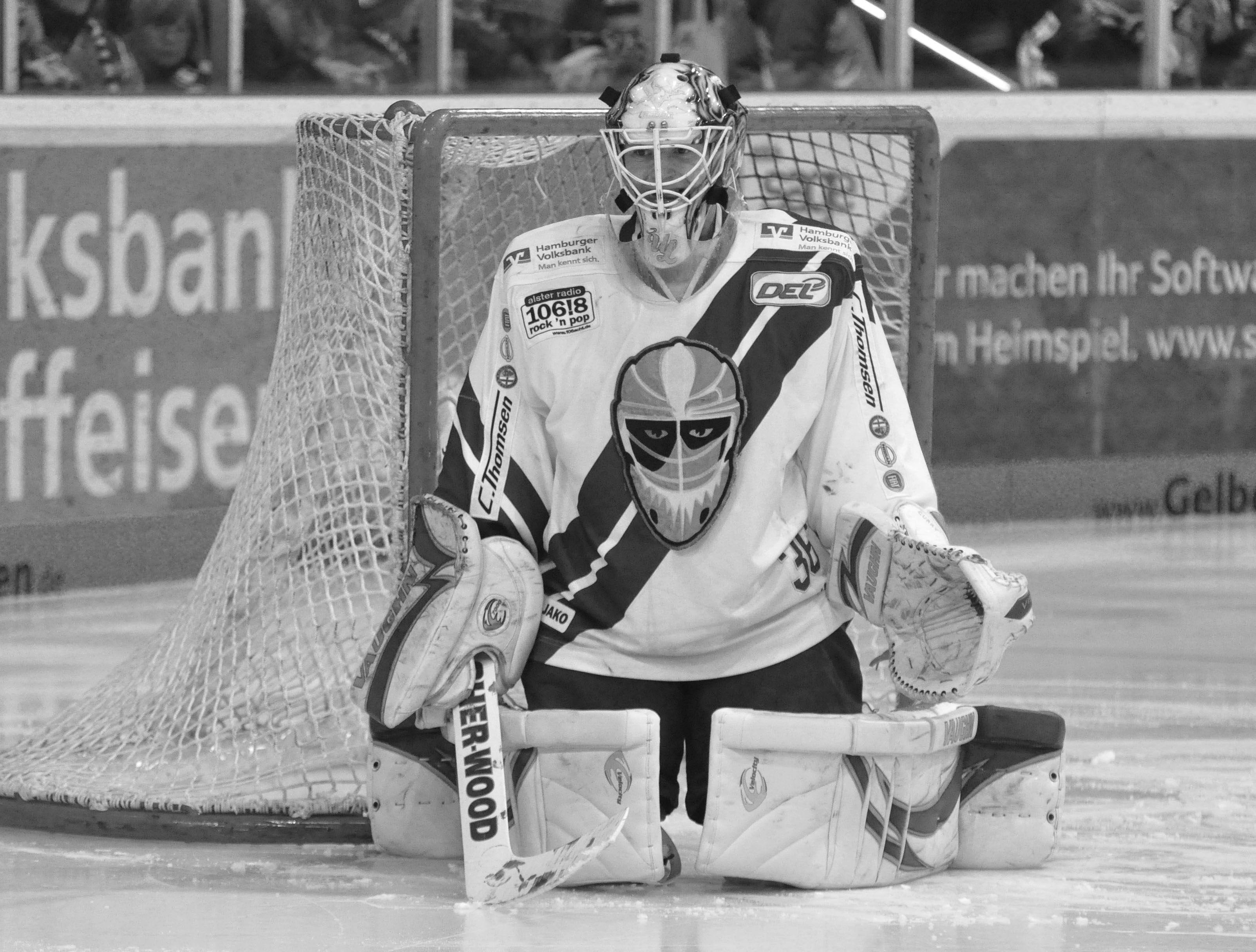
Curry im Trikot der Hamburg Freezers (2012)

Im Juli 2007 unterschrieb er als Free Agent einen Vertrag bei den Pittsburgh Penguins. In seiner Rookiesaison kam er zu 40 Einsätzen für die Wilkes-Barre/Scranton Penguins in der American Hockey League während der regulären Saison, in denen er eine Fangquote von 91,5 Prozent erreichte sowie 23 Playoffspielen. Im Dezember 2007 wurde der Torwart zum Rookie des Monats der AHL gewählt, als er 93,9 Prozent der Schüsse parierte. Curry schaffte mit den Penguins den Einzug in die Finalspiele um den Calder Cup, in denen sie in sechs Spielen den Chicago Wolves unterlagen. In der gleichen Spielzeit stand er auch für die Las Vegas Wranglers und Wheeling Nailers in der ECHL im Einsatz. Auch die folgende Saison verbrachte er überwiegend bei den Wilkes-Barre/Scranton Penguins, bei denen er die Position als Stammtorwart innehatte. Curry gab noch im Verlauf des Kalenderjahres 2008 sein Debüt für die Pittsburgh Penguins in der National Hockey League, als er am 26. November 2008 aufgrund des verletzungsbedingten Ausfalls von Marc-André Fleury in den NHL-Kader berufen wurde. Im Spiel gegen die New York Islanders kam er während des zweiten Drittels für Dany Sabourin zum Einsatz und parierte bis Spielende alle elf Torschüsse der Islanders. In den folgenden zwei Jahren kam er für die Pittsburgh Penguins allerdings nur sporadisch zum Einsatz und war weiterhin Stammtorhüter im Farmteam in Wilkes-Barre. Im Januar 2011 wurde er zum AHL All-Star Classic nachnominiert, da sein Mannschaftskamerad Brad Thiessen verletzungsbedingt aussetzen musste.
Im Juni 2012 wurde Curry von den Hamburg Freezers aus der Deutschen Eishockey Liga verpflichtet, bei denen er einen Kontrakt für die Saison 2011/12 unterzeichnete. Der Torhüter wurde zum Publikumsliebling und von den Hamburger Anhängern zum Spieler der Saison gewählt. Mit dem erklärten Ziel zukünftig wieder in Nordamerika zu spielen, lehnte Curry im Anschluss an die abgelaufene Spielzeit eine Vertragsverlängerung in Hamburg ab. Nach seiner Rückkehr in die USA entschied sich der Linksfänger im Oktober 2012 für ein Engagement bei den Orlando Solar Bears in der East Coast Hockey League  und machte innerhalb der Saison 2012/13 leihweise ebenfalls eine Partie für die Houston Aeros aus der American Hockey League. Für die Saison 2013/14 wurde Curry zunächst per Probevertrag (try-out) und später mit einer festen Anstellung von den Iowa Wild aus der AHL akquiriert, kam jedoch im Laufe der folgenden zwei Spielzeiten parallel auch erneut für das ECHL-Farmteam in Orlando zum Einsatz und bestritt sogar vier Partien für den Kooperationspartner Minnesota Wild in der National Hockey League.

## Erfolge und Auszeichnungen
| - 2006 Lamoriello-Trophy-Gewinn mit der Boston University - 2006 NCAA East Second All-American Team - 2007 NCAA East First All-American Team - 2007 Hockey East Player of the Year - 2007 NCAA New England Most Valuable Player | - 2007 AHL-Rookie des Monats Dezember - 2008 AHL All-Rookie Team - 2011 Teilnahme am AHL All-Star Classic - 2011 Harry „Hap“ Holmes Memorial Award (gemeinsam mit Brad Thiessen) |